# 78년

## 연호
- 후한(後漢) 건초(建初) 3년

## 기년
- 후한(後漢) 장제(章帝) 3년
- 신라(新羅) 탈해 이사금(脫解泥師今) 22년
- 고구려(高句麗) 태조대왕(太祖大王) 26년
- 백제(百濟) 기루왕(己婁王) 2년